# Puișorii se întorc acasă
Puișorii se întorc acasă (în engleză Chickens Come Home) este un film de comedie cu Stan și Bran, lansat în 1931. El a fost filmat în ianuarie 1931 și distribuit la 21 februarie 1931, având o durată de 30 de minute. Filmul a fost regizat de James W. Horne, produs de Hal Roach și distribuit de Metro-Goldwyn-Mayer.
El este un remake al filmului mut Love 'em and Weep (1927) în care Jimmy Finlayson a interpretat rolul lui Hardy, iar Hardy a interpretat pe un musafir de la petrecere. O versiune de lungmetraj în limba spaniolă a fost turnată în același an sub titlul Politiquerías.
Filmul are sloganul: « Every man has a past with some little indiscretion he would like to bury. Mr. Laurel et Mr. Hardy have thirty or forty they would like to cremate ! » 

## Rezumat
Ollie duce o viață aproape perfectă: are o soție frumoasă, un conac frumos cu majordom, o afacere cu îngrășăminte și, în plus, a fost nominalizat nu cu mult timp în urmă drept candidat la alegerile pentru funcția de primar. Ollie îl cheamă pe Stan (care era în camera mostrelor, cu un plici în mână) pentru a-i scrie un discurs de acceptare pentru campania sa electorală. O fostă iubită a lui Ollie (Mae Busch) intră în birou, cu scopul de a profita de situația lui Ollie: ea îl șantajează pe Ollie cu o fotografie scandaloasă în care cei doi apar împreună cerând bani în schimbul tăcerii, amenințând în caz contrar că va prezenta presei fotografia. Planurile lui Ollie de a ajunge la un acord final cu femeia eșuează atunci când în cameră intră soția sa (Thelma Todd) și îi spune că vor trebui să participe la o cină importantă cu un judecător și soția lui în același timp în care el trebuia să se afle în apartamentul fostei iubite pentru a discuta termenii înțelegerii. Ollie apelează apoi la Stan pentru a merge în apartamentul femeii și a o ține de vorbă până când Ollie poate ajunge acolo.
Stan intră în acea noapte în casa fostei iubite a lui Ollie. Femeia, supărată că a fost păcălită, îl sună pe Ollie la telefon. Ollie promite să ajungă acolo cât mai curând posibil. În timp ce femeia așteaptă într-o altă cameră, Stan pune mâna pe fotografia scandaloasă. Curând după aceea, Stan baricadează ușa cu obiectele de mobilier, dar femeia iese pe o altă ușă. Stan încearcă să oprească femeia să plece către casa lui Ollie. În acest timp, el este observat de către o prietenă bârfitoare a doamnei Laurel (Patsy O'Byrne), care imediat se grăbește să-i spună soției (Elizabeth Forrester) că Stan mergea la casa lui Hardy cu o femeie.
Între timp, Ollie se gândește la un mod de a ieși din casă. El ascunde cutia cu trabucuri și spune că se duce la magazin, dar valetul (Jimmy Finlayson) intră în cameră cu o cutie nedesfăcută. Ollie îi trage valetului o lovitură în fluierul piciorului, plătindu-l pe acesta să tacă din gură. Toate încercările lui Ollie de a ieși din casă eșuează, iar fosta iubită ajunge în cele din urmă la el acasă (cu Stan pe urmele ei). Ollie i-o prezintă soției sale ca doamna Laurel pentru a evita suspiciunile. Imediat ce Stan, Ollie și femeia rămân singuri, Ollie scoate un pistol, amenințând să o omoare pe fosta iubită și apoi să se sinucidă. La vederea pistolului, femeia leșină.
Băieții încearcă să o scoată din casă înainte de întoarcerea doamnei Hardy. Ollie o ia în spate pe fosta iubită, iar doamna Hardy se întoarce pentru a vedea cum Stan o duce pe "doamna Laurel" acasă (de fapt, Ollie o cară pe femeie în spate în timp ce capul său este ascuns în haina ei). În acel moment, adevărata doamnă Laurel sună la ușa casei familiei Hardy, având la ea un topor. Stan o ia la fugă urmărit fiind de doamna Laurel.

## Distribuție
Sursa principală a distribuției :
- Stan Laurel - Stanley (Stan)
- Oliver Hardy - Oliver Hardy (Bran)

Restul distribuției care a rămas necreditată, în ordine alfabetică:
- Mae Busch - fosta iubită a lui Oliver
- Baldwin Cooke - secretara
- Gordon Douglas - un trecător
- Norma Drew - doamna Laurel
- James Finlayson - valetul
- Elizabeth Forrester - o trecătoare
- Charles K. French - judecătorul
- Frank Holliday - dl. Holliday, un invitat la cină
- Ham Kinsey - un funcționar de la birou / liftierul
- Dorothy Layton - o secretară
- Patsy O'Byrne - prietena furioasă a doamnei Laurel
- Gertrude Pedlar - soția judecătorului
- Frank Rice - servitorul de la cină
- Thelma Todd - doamna Hardy

## Despre film
Puișorii se întorc acasă (Chickens Come Home) poate fi considerat un "remake cu sonor" al comediei mute Love 'Em and Weep regizate de Fred Guiol cu patru ani mai devreme, în 1927. Scenariul este identic și sunt prezente aceleași gaguri. Stan Laurel și Mae Busch reiau aceleași roluri, în timp ce Oliver Hardy îl înlocuiește pe James Finlayson care primește doar un rol secundar.
Atunci când Oliver Hardy cântă la cererea oaspeților săi, acompaniat la pian de soția sa, aceasta din urmă este furioasă din cauza apelurilor telefonice repetate pe care le primește el și începe să înțeleagă că soțul ei vrea să plece de acasă pentru a se întâlni cu cineva. Ea a ales astfel cântecul și i-a întins soțului ei textul cu versurile de la Your mamma's gonna slow you down de Gill Wells și Buddy Cooper care este un cântec popular din anii '20 ale cărui versuri sunt avertismente ale unei femei către soțul infidel pentru a-i tempera entuziasmul. În adaptările din diferite limbi străine, există traduceri ale titlului melodiei, dar acestea sunt doar o palidă reflecție a ceea ce poate fi în limba originală referința la un cântec popular real.

## Versiunea spaniolă -Politiquerias
Versiunea în limba spaniolă a acestui film a fost turnată în întregime, iar actorii principali și-au rostit replicile în limba spaniolă. Aceasta a fost extinsă la șase role (aproximativ 60 de minute), prin adăugarea de scene în care un magician și regurgitator de vodevil, Hadji Ali, face un spectacol la petrecerea din casa familiei Hardy. Politiquerias a fost lansat în America Latină și pe piețele spaniole ca un film diferit.
Alături de Laurel și Hardy au jucat actori vorbitori nativi de limba spaniolă: Linda Loredo a interpretat-o pe doamna Hardy, Carmen Granada a fost doamna Laurel și Rina Liguoro a interpretat-o pe fosta iubită a lui Ollie. James Finlayson și-a reluat rolul de majordom al familiei Hardy.